# Catedral de los Cuarenta Mártires
La Catedral de los Cuarenta Mártires o bien Catedral de los Santos Cuarenta Mártires (en árabe: كنيسة الأربعين شهيدا; en armenio: Սրբոց Քառասնից Մանկանց Մայր Եկեղեցի) en Alepo, Siria, es una iglesia apostólica armenia del siglo XV situada en el antiguo barrio cristiano de Jdeydeh. Es significativa entre las iglesias armenias por ser una de los templos más antiguos activos de la diáspora armenia y la ciudad de Alepo. Es una iglesia basilical de tres naves sin cúpula. Su campanario data de 1912, y es considerado como una de las muestras únicas de la arquitectura barroca en Alepo.
La iglesia armenia de los cuarenta mártires en Alepo fue mencionado en 1476, en la segunda edición del libro La Explosión de la Santa Biblia, escrito por el padre Melikseth en Aleppo.
Sin embargo, el actual edificio de la iglesia fue construido y terminado en 1491 para reemplazar una pequeña capilla en el antiguo cementerio cristiano del sector llamado Jdeydeh. La iglesia fue llamada así en honor de un grupo de soldados romanos que enfrentaron el martirio cerca de la ciudad de Sebastia en la Armenia Menor, y son venerados por todo el cristianismo como los cuarenta mártires de Sebaste.
En abril de 2015 la iglesia sufrió daños parciales por un ataque del estado islámico.